# Aeroportul General Manuel Serrano
Aeroportul General Manuel Serrano (IATA: MCH, ICAO: SEMH) este un aeroport din Machala Canton⁠(d), El Oro Province⁠(d), Ecuador ce deservește zona Machala.
Situat la o altitudine de 3 m, aeroportul dispune de o singură pistă.